# Afrotyphlops cuneirostris
Afrotyphlops cuneirostris — вид змій родини сліпунів (Typhlopidae). Ендемік Сомалі.

## Поширення і екологія
Afrotyphlops cuneirostris мешкають на півдні Сомалі. Вони живуть в сухих саванах та в сухих акацієво-комміфорових заростях, серед піщаного ґрунту. Зустрічаються на висоті до 200 м над рівнем моря.